# San Lorenzo (Zurbarán)
San Lorenzo  es el tema de dos cuadros de Francisco de Zurbarán, que componen las referencias 112 y 129 en el catálogo razonado y crítico, realizado por Odile Delenda, historiadora del arte especializada en este pintor.

## Introducción
Según la tradición, san Lorenzo nació en Huesca.  El papa Sixto II lo ordenó en 257 archidiácono, encargado de administrar los bienes de la Iglesia. Durante la persecución a los cristianos de Valeriano en 258, se le ordenó que entregara los bienes de la Iglesia, pero Lorenzo no lo hizo, sino que los repartió entre los pobres. Por ello, fue quemado vivo sobre una parrilla, que iconográficamente es su atributo de santidad.

## Versión de la cartuja de Jerez

### Datos técnicos y registrales
- Originariamente, en el compartimiento derecho del cuerpo inferior del retablo mayor de la Cartuja de Jerez, formando pendant con San Juan Bautista, en el lado izquierdo.
- Actualmente en el Museo de Cádiz (Inv. n° 67)
- Pintura al óleo sobre lienzo, 61 x 81 cm (60 x 79 según otros autores);
- Fecha de realización: ca.1638-1639;
- Catalogado por Odile Delenda con el número 129, y por Tiziana Frati con el 257.[2]

### Descripción de la obra
San Lorenzo aparece sentado, de perfil, con el cuerpo inclinado hacia adelante, y las manos juntas en oración. Viste una dalmática de color rojo intenso, de una tela espesa, bordada en oro. La parrilla está representada en diagonal, con la parte rectangular detrás del personaje y con el mango delante. Con esta disposición, Zurbarán consigue incluir la parrilla y casi toda la figura del santo, adaptándolas al tamaño impuesto. La figura se recorta delante un cielo muy claro y un paisaje con árboles gris-azulados, resaltando la roja vestimenta. El pintor exhibe un gran refinamiento de toques y de color y —a pesar de su pequeño tamaño— consigue una obra de gran monumentalidad.

### Procedencia
1. Jerez de la Frontera, Cartuja de Nuestra Señora de la Defensión;
2. Madrid, depósito del Rosario, 1810-1813, n° 74;
3. Madrid, Real Academia de San Fernando, 1813-1820;
4. Jerez de la Frontera, Cartuja, 1820-1835;
5. Entró al museo en 1835-1836..[5]

## Versión de Museo del Hermitage

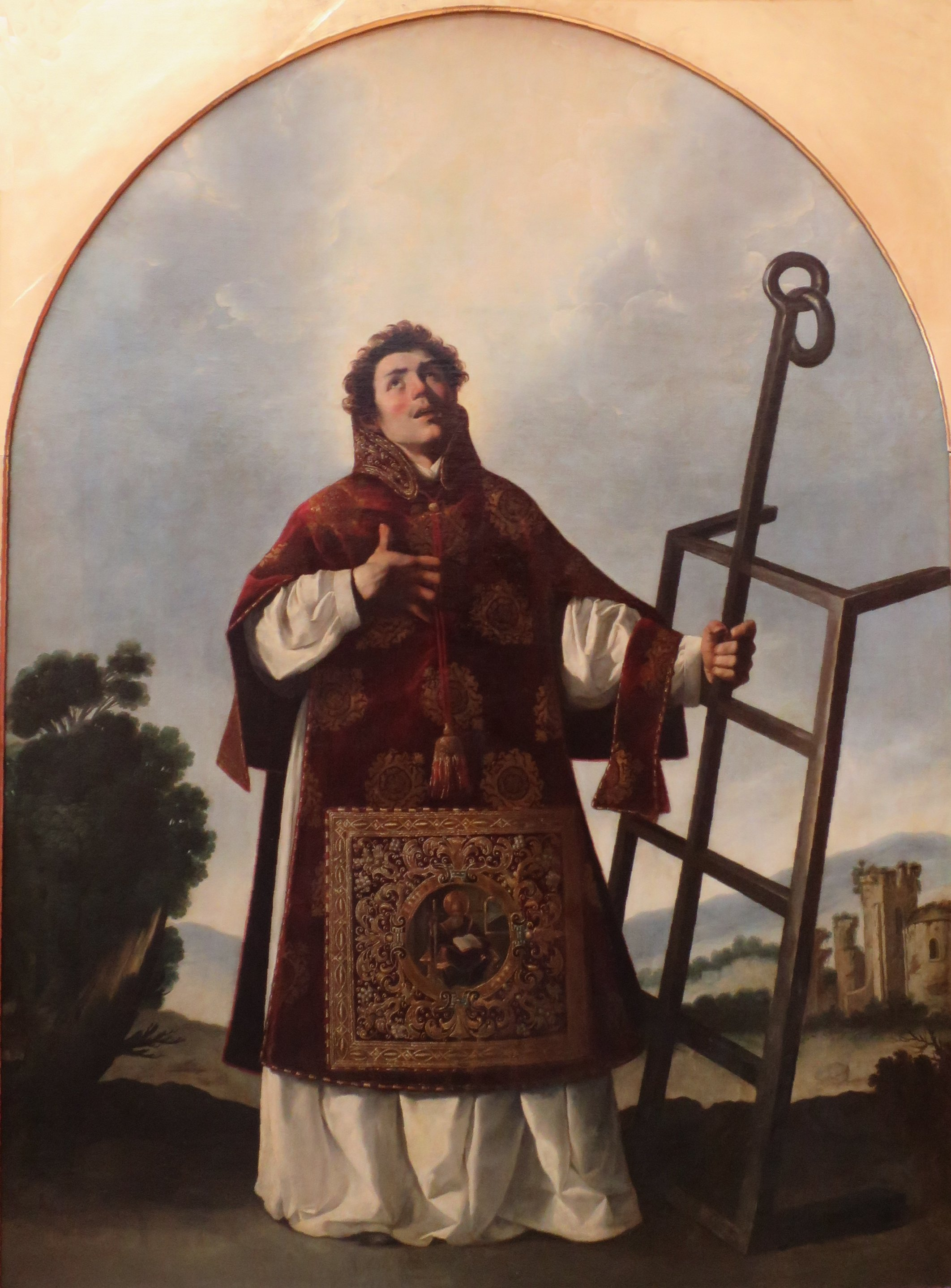
Versión del Museo del Hermitage

### Datos técnicos y registrales
- San Petersburgo, Museo del Hermitage, (Inv. MEE 362).
- Pintura al óleo sobre lienzo, 292 x 225 cm;[6]
- Firmado y fechado, en el borde de la parrilla, abajo a la derecha: F.dezurbaran. facie/1636;
- Catalogado por Odile Delenda con el número 112, y por Tiziana Frati con el 183;[7]
- Restaurado en 1976 por A. G. Kolbasov y E. N. Gerasimov.[8]

### Descripción de la obra
Este lienzo está fechado poco después del viaje de Zurbarán a Madrid. San Lorenzo está representado ante un paisaje de línea del horizonte baja y un celaje claro, resaltando su recia figura, de canon corto, El paisaje está armónicamente ordenado en bandas paralelas, que pasan del pardo cercano a las tintas verdosas y al azulado del fondo, lo que confiere gran profundidad a la composición. El santo —rasgos algo toscos, rizados cabellos— muestra una actitud serena, agarra la gran parrilla, y alza sus ojos al Cielo, con el rostro arrebatado en éxtasis. Sobre un blanco sobrepelliz, lleva una dalmática color granate con dibujos de oro pálido. Esta prenda está decorada con un medallón redondo, con la figura de san Pablo —un verdadero "cuadro dentro del cuadro"— enmarcado por un cuadrado de tela ricamente bordada de oro.

### Procedencia
1. Convento de la Merced (Sevilla), altar del crucero, lado de la Epístola;
2. Sevilla, depósito del Alcázar, 1810, sala n° 7, n° 219;
3. París, colección mariscal Soult, 1812-1852;
4. París, venta Soult, 19-22 de mayo de 1852, n° 27 (3.000 FF);
5. San Petersburgo, comprado por Bruni para el Zar Nicolás I;
6. Leningrado, Museo del Ermitage.Francisco de Zurbarán, Catálogo Razonado y Crítico.[10]